# بخش تیکوفسکی
بخش تیکوفسکی (به لاتین: Teykovsky District) یک منطقهٔ مسکونی در روسیه است که در استان ایوانوف واقع شده‌است.